# آه! کروکودیل ها

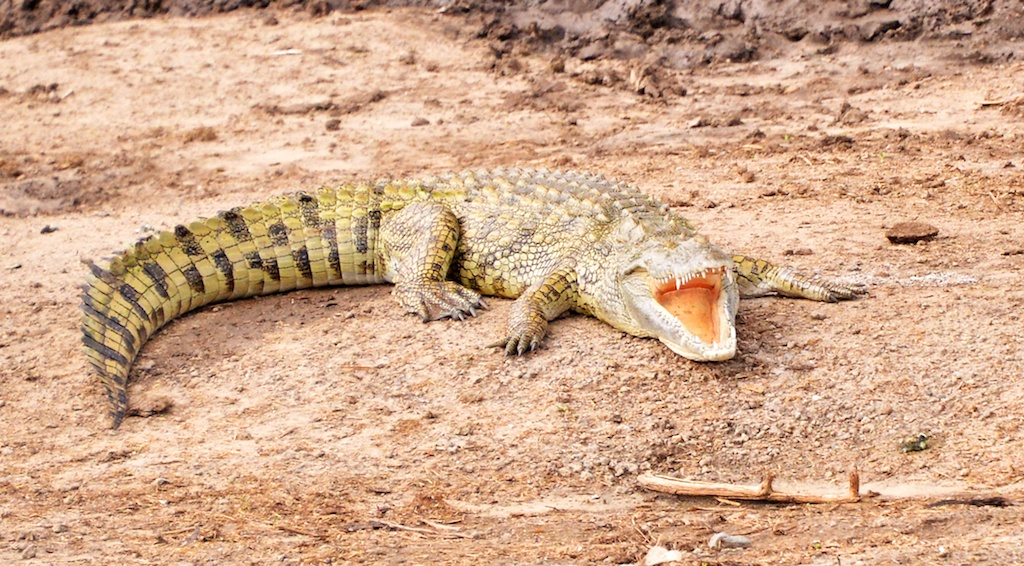
تمساح نیل، با دمش در غبار.

اوه ! کروکودیل‌ها یک شعر آلمانی-فرانسوی معروف کودکان است که موضوع آن زندگی یک تمساح در مصر است و حداقل از سال ۱۸۶۰ به رپرتوار آوازهای کودکان فرانسوی تعلق دارد. با پیشرفت کلمات، متوجه می‌شویم که تمساح در ساحل نیل به جنگ فیل‌ها می‌رود ولی می‌ترسد و فرار می‌کند.
این شعر کودک قرن نوزدهم برگرفته از Hooray of the Crocodile است، برگرفته از آهنگ ژاک اوفنباخ، ترومب الکازار یا جنایتکاران دراماتیک، ساخته شده در آوریل ۱۸۵۶ است.

## خاستگاه شعر

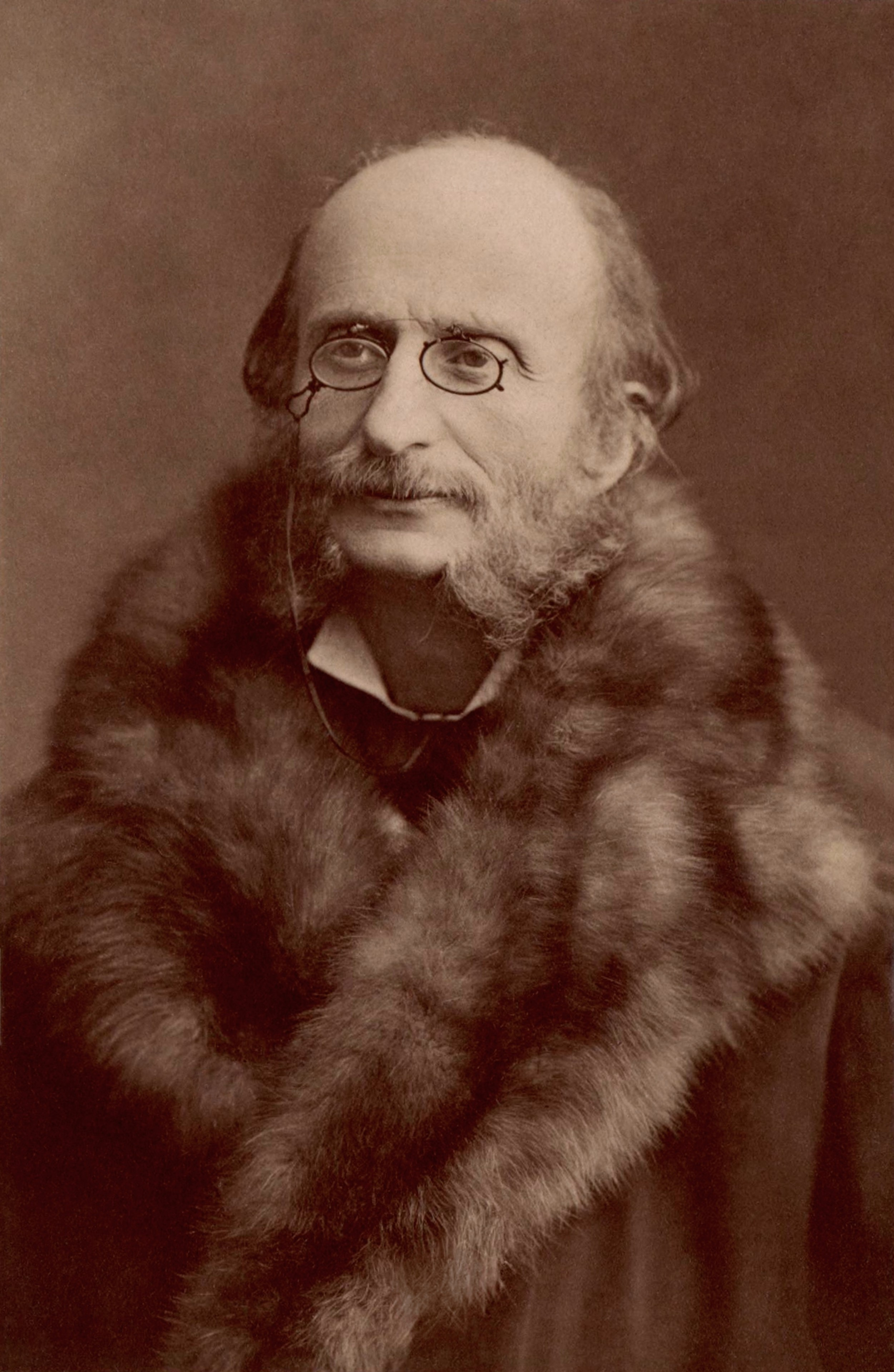
پرتره ژاک اوفنباخ، که هورای تمساح او مبنایی برای شعر کودک بود.

شعر کودک و موسیقی آن را می‌توان با موسیقی توسط ژاک اوفنباخ ساخته شد مقایسه کرد.3
Le crocodile, en partant pour la guerre,

Disait adieu à ses petits enfants.

Le crocodil' traînait sa queue dans la poussière ;

Le crocodile est mort, il n' croqu'ra plus.
و گروه کر است:
Le cro, cro, cro, codile,

Est mort au bord du Nile [sic]!

Il n' croqu'ra plus

N'en parlons plus.

## بیت اول و کر
اشعار شعر کودک تغییرات جزئی را از یک نسخه به نسخه دیگر نشان می‌دهد. بیت اول آن:
Un crocodile, s'en allant à la guerre.

Disait au revoir à ses petits enfants.

Traînant sa queue, sa queue dans la poussière.

Il s'en allait combattre les éléphants.
گروه کر – شناخته شده‌ترین عنصر آهنگ – به شرح زیر است که به زبان فرانسه گفته می‌شود:
Ah! Les cro, cro, cro (bis)

Les crocodiles,

Sur les bords du Nil, ils sont partis.

N'en parlons plus.

## موسیقی
قادر به گردآوری پوشه ورودی لیلی‌پوند نیست:

```
line 11 - column 14:
syntax error, unexpected SYMBOL
--------
line 11 - column 14:
not a note name: ۱۲۰
--------
line 30 - column 3:
errors found, ignoring music expression
--------
line 38 - column 10:
errors found, ignoring music expression
```

## ضمیمه‌ها

### مقالات مرتبط
- ترومب الکازار یا جنایتکاران دراماتیک

### کتابشناسی - فهرست کتب
- دومینیک اوزیاس، ژان پل لابوردت، کروز روی نیل، پتی فوته، ۲۰۱۱، ص. ۱۰